# Rodolfo Aguilar Delgado
Rodolfo Aguilar Delgado (Pedregalito, Bugaba, provincia de Chiriquí; 1 de abril de 1939 - Puerto Armuelles, 24 de octubre de 1963) fue un dirigente sindical panameño que luchó por los derechos de los trabajadores de la bananera Chiriqui Land Company en la década de 1960. 
Por ello fue detenido, torturado y asesinado por policías panameños. Póstumamente, se la ha rendido tributo a su labor, llegando a declarar la zona de las bananeras como un corregimiento con su nombre en 1997.

## Biografía
Nació en el distrito chiricano de Bugaba, siendo sus padres Mamerto Aguilar e Isaura Delgado. Realizó sus estudios primarios en Finca Sigua, distrito de Barú y realizó sus estudios universitarios en la capital del país, donde recibió gran influencia de los movimientos estudiantiles y regresó a Puerto Armuelles, donde se unió a laborar en las bananeras de Chiriqui Land Company.
Aguilar Delgado comenzó a colaborar de manera clandestina para el establecimiento de un sindicato, y cuando estalló la huelga de noviembre de 1960, formó parte del comité negociador, donde llegó a obligar al gobierno de Roberto F. Chiari a que cesara la represión obrera y aceptar la legalidad del sindicato.
En 1961 se unió al brazo juvenil del Partido del Pueblo de Panamá, de tendencia comunista, provocando el despido injustificado por parte de la bananera. Hacia 1962, aumentó la represión contra dirigentes y afiliados del sindicato de la bananera. 
Aguilar Delgado fue tachado de «izquierdista» y el 24 de octubre de 1963 fue detenido y llevado al cuartel de policía de Puerto Armuelles. Posteriormente, los policías le aplicaron una serie de torturas, entre ellos baños de agua caliente, cadenazos, se le arrancaron las uñas y luego éste murió. 
El suceso fue registrado por un niño que montado en un árbol en la vecina escuela, observó los detalles de la tortura. Por el asesinato de Aguilar Delgado, fueron investigados el jefe del destacamento de Barú, capitán Juan Barroso, y los oficiales Ricardo “Orejita” Ruiz, Salvador y Manuel Canto.
Su cuerpo fue entregado a sus familiares y enterrado en el Cementerio Municipal de Barú. Tras su muerte, el sindicato de las bananeras ha mantenido la memoria de sus luchas sindicales, llegando a realizarse actos y memoriales. En marzo de 1997, por iniciativa legislativa, fue creado el corregimiento de Rodolfo Aguilar Delgado, dentro del distrito de Barú, y cuyo territorio se ubican diversas plantaciones de banano.